# Kanin (województwo zachodniopomorskie)
Kanin (kaszb. Kôninò) (niem. Kannin) – wieś w Polsce położona w województwie zachodniopomorskim, w powiecie sławieńskim, w gminie Postomino.
W latach 1975–1998 miejscowość administracyjnie należała do województwa słupskiego.
Inne miejscowości o nazwie: Kanin, Kanina